# Populația orașului Almatî
Populația orașului Almatî (din 1854 până în 1921 or. Vernîi) se caracterizează printr-o creștere continuă (în afară de o perioadă scurtă între anii 1992—1994) și o diversitate remarcabilă a tendințelor demografice. Într-un timp relativ scurt după  standardele mondiale, un secol și jumătate, orașul s-a tranformat treptat dintr-un sat mic într-un megapolis cu o populație stabilă de 1 milion 410 mii de oameni (anul 2010). Acest lucru se datorează în mare parte proceselor de migrație în masă, care se explică prin statutul destul de prestigios de capitală a RSS Kazahe, apoi a Kazahstanului suveran, între 1927-1997, adică de-a lungul a 70 de ani. La momentul actual Almatî, la fel ca și Astana, are statut de importanță națională și rămâne în continuare cel mai mare oraș din republică, în care locuiesc aproximativ 8 % din populația țării. De la mijlocul secolului al XX-lea, o caracteristică a proceselor demografice din Almatî este influența puternică asupra lor printr-o serie de diverse elemente etnice și politice. Structura națională a orașului, caracterizată de o stabilizare a prevalenței grupului etnic rus până la mijlocul secolului al XX-lea, se află într-o fază activă de tranziție între anii 1970—2006 și după anul 2007, care se caracterizază printr-o predominanță a celor de etnie kazahă (53,0 % conform recensământului din anul 2009). De asemenea la sfârșitul anilor '90, mediul lingvistic se transformă dintr-unul în care predomina exclusiv limba rusă, într-unul bilingv.

## Dinamica populației
| Populația orașului Almatî: evoluția demografică între 1854 și 1999 |      |       |       |       |        |        |        |        |         |         |         |
| 1854                                                               | 1859 | 1879  | 1913  | 1926  | 1939   | 1959   | 1970   | 1979   | 1982    | 1989    | 1999    |
| 470                                                                | 5000 | 18423 | 40000 | 45400 | 222000 | 456000 | 665000 | 899700 | 1000000 | 1071900 | 1129400 |

| Populația orașului Almatî: evoluția demografică între 2003 și 2013 |         |         |         |         |         |         |         |         |         |         |
| 2003                                                               | 2004    | 2005    | 2006    | 2007    | 2008    | 2009    | 2010    | 2011    | 2012    | 2013    |
| 1149641                                                            | 1175208 | 1209485 | 1247896 | 1287246 | 1324739 | 1361877 | 1391095 | 1414017 | 1450327 | 1475579 |

## Structura națională
| Structura națională în 2009 | Structura națională în 2009 | Structura națională în 2009 | Structura națională în 2009 | Structura națională în 2009 |
| --------------------------- | --------------------------- | --------------------------- | --------------------------- | --------------------------- |
|                             |                             |                             |                             |                             |
| kazahi (724,2 mii)          | kazahi (724,2 mii)          |                             | 53.0%                       | 53.0%                       |
| ruși (452,9 mii)            | ruși (452,9 mii)            |                             | 33.2%                       | 33.2%                       |
| uiguri (71,2 mii)           | uiguri (71,2 mii)           |                             | 5.2%                        | 5.2%                        |
| tătari (20,9 mii)           | tătari (20,9 mii)           |                             | 1.5%                        | 1.5%                        |
| ucraineni (11,9 mii)        | ucraineni (11,9 mii)        |                             | 0.9%                        | 0.9%                        |
| alții                       | alții                       |                             | 6.2%                        | 6.2%                        |

| Structura națională în 1999 | Structura națională în 1999 | Structura națională în 1999 | Structura națională în 1999 | Structura națională în 1999 |
| --------------------------- | --------------------------- | --------------------------- | --------------------------- | --------------------------- |
|                             |                             |                             |                             |                             |
| ruși (510,1 mii)            | ruși (510,1 mii)            |                             | 45.2%                       | 45.2%                       |
| kazahi (435,0 mii)          | kazahi (435,0 mii)          |                             | 38.5%                       | 38.5%                       |
| uiguri (60,2 mii)           | uiguri (60,2 mii)           |                             | 5.3%                        | 5.3%                        |
| alții                       | alții                       |                             | 11.0%                       | 11.0%                       |

|           | Populație anul 1989 | %        | Populație anul 1999 | %        | Populație anul 2010 | %        |
| --------- | ------------------- | -------- | ------------------- | -------- | ------------------- | -------- |
| Kazahi    | 255133              | 23,80 %  | 434397              | 38,46 %  | 717050              | 51,06 %  |
| Ruși      | 615365              | 57,41 %  | 510366              | 45,19 %  | 463749              | 33,02 %  |
| Uiguri    | 43351               | 4,04 %   | 60427               | 5,35 %   | 80529               | 5,73 %   |
| Coreeni   | 14931               | 1,39 %   | 19090               | 1,69 %   | 26628               | 1,90 %   |
| Tătari    | 25329               | 2,36 %   | 24770               | 2,19 %   | 25619               | 1,82 %   |
| Ucraineni | 42243               | 3,94 %   | 22835               | 2,02 %   | 17397               | 1,24 %   |
| Azeri     | 5451                | 0,51 %   | 6529                | 0,58 %   | 9779                | 0,70 %   |
| Germani   | 20806               | 1,94 %   | 9390                | 0,83 %   | 7935                | 0,57 %   |
| Uzbeci    | 4684                | 0,44 %   | 4304                | 0,38 %   | 6853                | 0,49 %   |
| Dungani   | 2258                | 0,21 %   | 4565                | 0,40 %   | 6535                | 0,47 %   |
| Turci     | 1689                | 0,16 %   | 3128                | 0,28 %   | 5194                | 0,37 %   |
| Kirghizi  | 1430                | 0,13 %   | 997                 | 0,09 %   | 3993                | 0,28 %   |
| Ceceni    | 2194                | 0,20 %   | 2304                | 0,20 %   | 3055                | 0,22 %   |
| Inguși    | 2621                | 0,24 %   | 2746                | 0,24 %   | 3018                | 0,21 %   |
| Belaruși  | 6912                | 0,64 %   | 3438                | 0,30 %   | 2759                | 0,20 %   |
| Armeni    | 2346                | 0,22 %   | 2144                | 0,19 %   | 2284                | 0,16 %   |
| Kurzi     | 883                 | 0,08 %   | 1356                | 0,12 %   | 2251                | 0,16 %   |
| alții     | 24301               | 2,27 %   | 16570               | 1,47 %   | 19701               | 1,40 %   |
| Total     | 1071927             | 100,00 % | 1129356             | 100,00 % | 1404329             | 100,00 % |